# Pritzker Architecture Prize
De Pritzker Architecture Prize is een sinds 1979 jaarlijks toegekende architectuurprijs die wordt beschouwd als de Nobelprijs van de architectuur.

## Toelichting
De onderscheiding wordt uitgereikt door de Hyatt Foundation en kan alleen toegekend worden aan een nog levende architect. De prijs werd in 1979 in het leven geroepen door de Amerikaanse zakenman Jay A. Pritzker. Na de dood van de stichter in 1999 zetten zijn erfgenamen de traditie voort. De winnaar ontvangt 100.000 dollar. In 2015 reikte men de prijs postuum uit aan de architect Frei Otto. 

## Winnaars van de Pritzkerprijs
- 1979 Philip Johnson - Verenigde Staten
- 1980 Luis Barragán - Mexico
- 1981 James Stirling - Verenigd Koninkrijk
- 1982 Kevin Roche - Verenigde Staten
- 1983 Ieoh Ming Pei - Verenigde Staten
- 1984 Richard Meier - Verenigde Staten
- 1985 Hans Hollein - Oostenrijk
- 1986 Gottfried Böhm - Duitsland
- 1987 Kenzo Tange - Japan
- 1988 Gordon Bunshaft en Oscar Niemeyer - Verenigde Staten en Brazilië
- 1989 Frank Gehry - Canada
- 1990 Aldo Rossi - Italië
- 1991 Robert Venturi - Verenigde Staten
- 1992 Álvaro Siza - Portugal
- 1993 Fumihiko Maki - Japan
- 1994 Christian de Portzamparc - Frankrijk
- 1995 Tadao Ando - Japan
- 1996 Rafael Moneo - Spanje
- 1997 Sverre Fehn - Noorwegen
- 1998 Renzo Piano - Italië
- 1999 Sir Norman Foster - Verenigd Koninkrijk
- 2000 Rem Koolhaas - Nederland
- 2001 Jacques Herzog and Pierre de Meuron - Zwitserland
- 2002 Glenn Murcutt - Australië
- 2003 Jørn Utzon - Denemarken
- 2004 Zaha Hadid - Irak en Verenigd Koninkrijk
- 2005 Thom Mayne - Verenigde Staten
- 2006 Paulo Mendes da Rocha - Brazilië
- 2007 Richard Rogers - Verenigd Koninkrijk
- 2008 Jean Nouvel - Frankrijk
- 2009 Peter Zumthor - Zwitserland
- 2010 Kazuyo Sejima en Ryue Nishizawa - Japan
- 2011 Eduardo Souto de Moura - Portugal
- 2012 Wang Shu - Volksrepubliek China
- 2013 Toyo Ito - Japan
- 2014 Shigeru Ban - Japan
- 2015 Frei Otto - Duitsland
- 2016 Alejandro Aravena - Chili
- 2017 Rafael Aranda & Carme Pigem & Ramon Vilalta - RCR Arquitectes- Spanje
- 2018 Balkrishna Doshi - India
- 2019 Arata Isozaki - Japan
- 2020 Yvonne Farrell en Shelley McNamara - Ierland
- 2021 Anne Lacaton en Jean-Philippe Vassal - Frankrijk
- 2022 Francis Kéré - Burkina Faso
- 2023 David Chipperfield - Verenigd Koninkrijk
- 2024 Riken Yamamoto - Japan
- 2025 Liu Jiakun - Volksrepubliek China

## Afbeeldingen
Enkele gebouwen van winnaars van de Pritzker Prize:

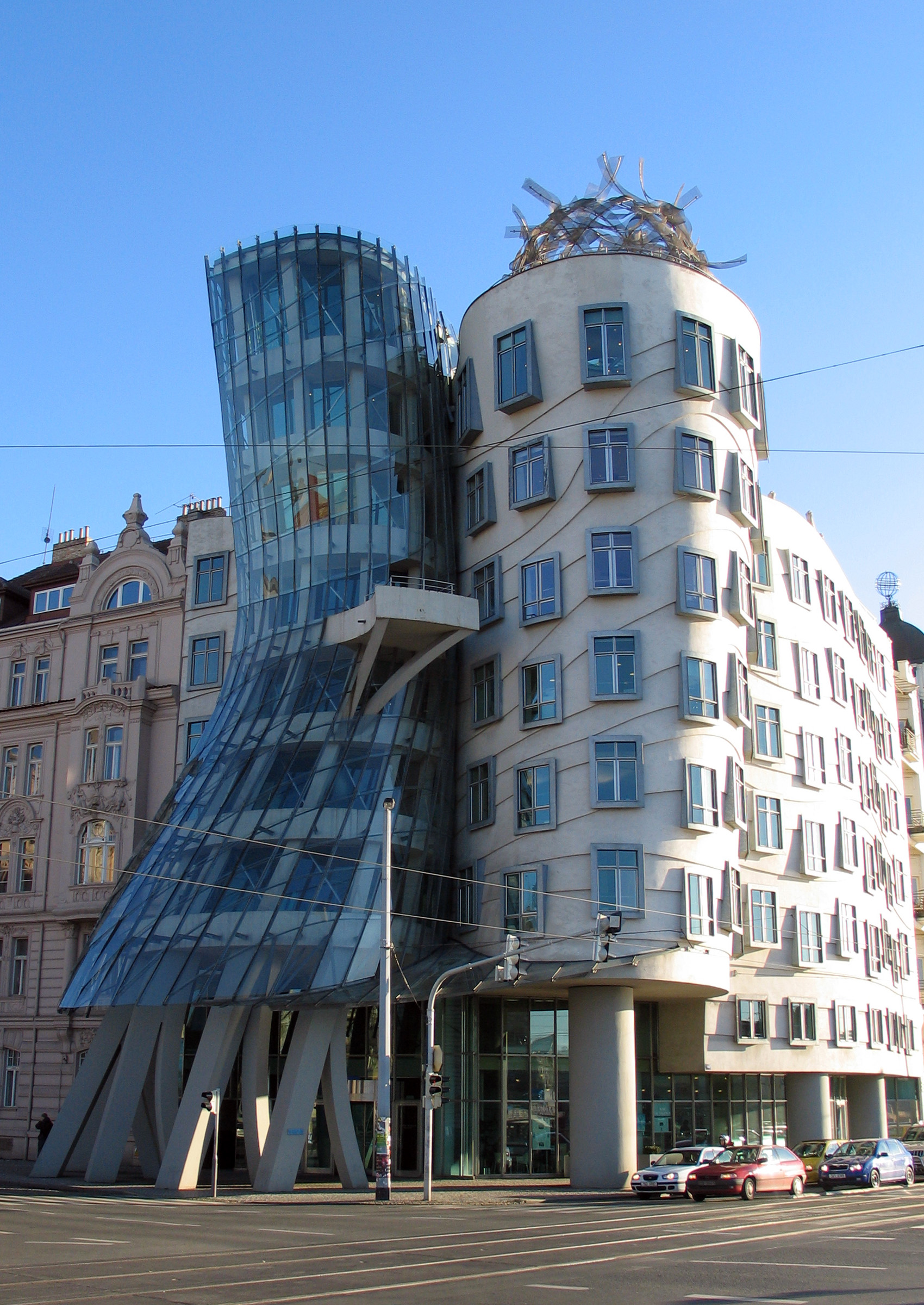
Frank Gehry: Dansende Huis, Praag
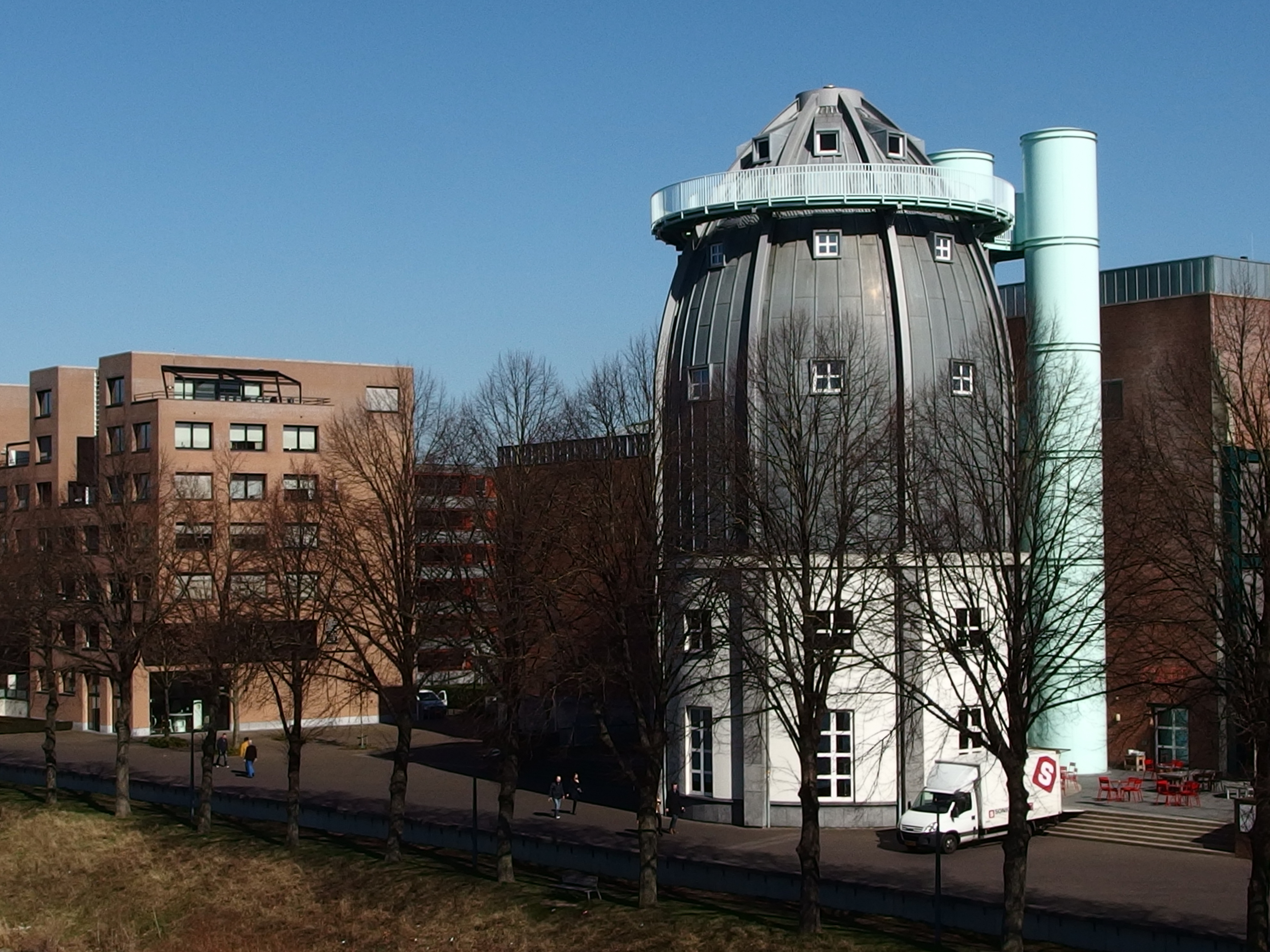
Aldo Rossi: Bonnefantenmuseum, Maastricht
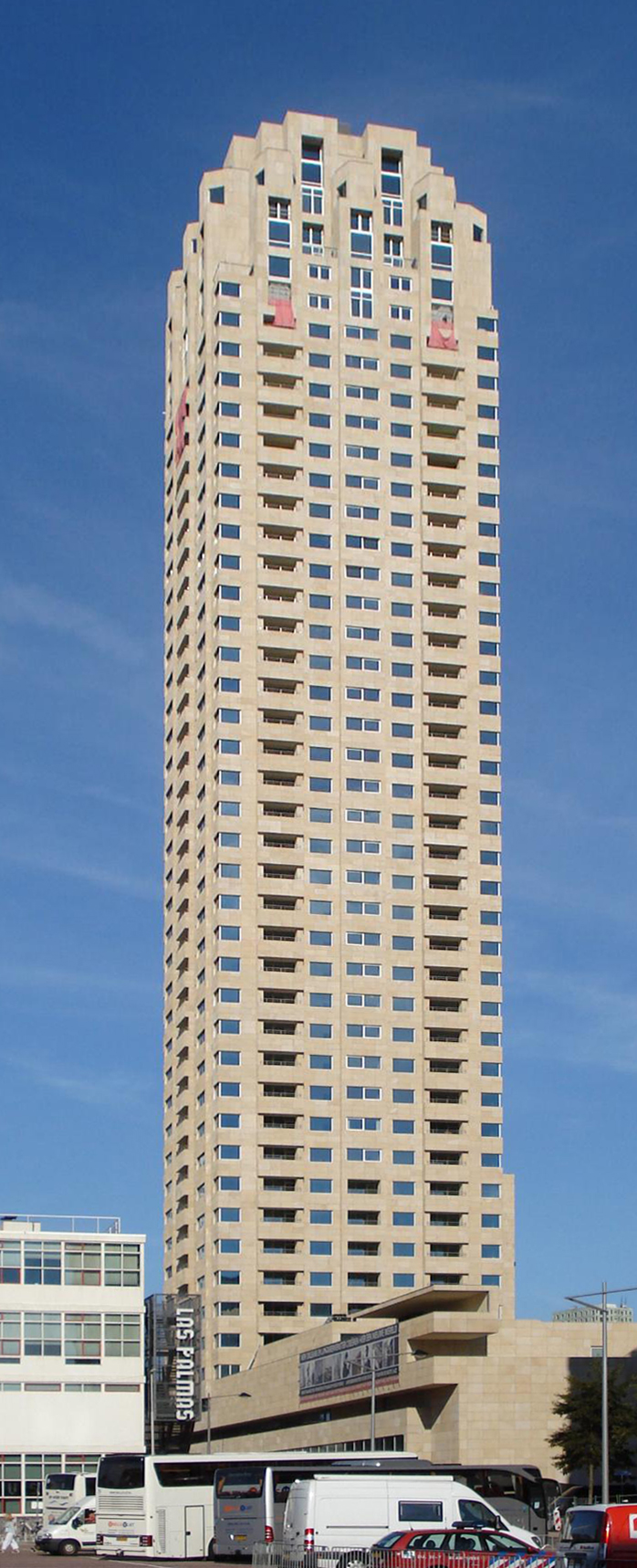
Álvaro Siza, New Orleans (gebouw), Rotterdam
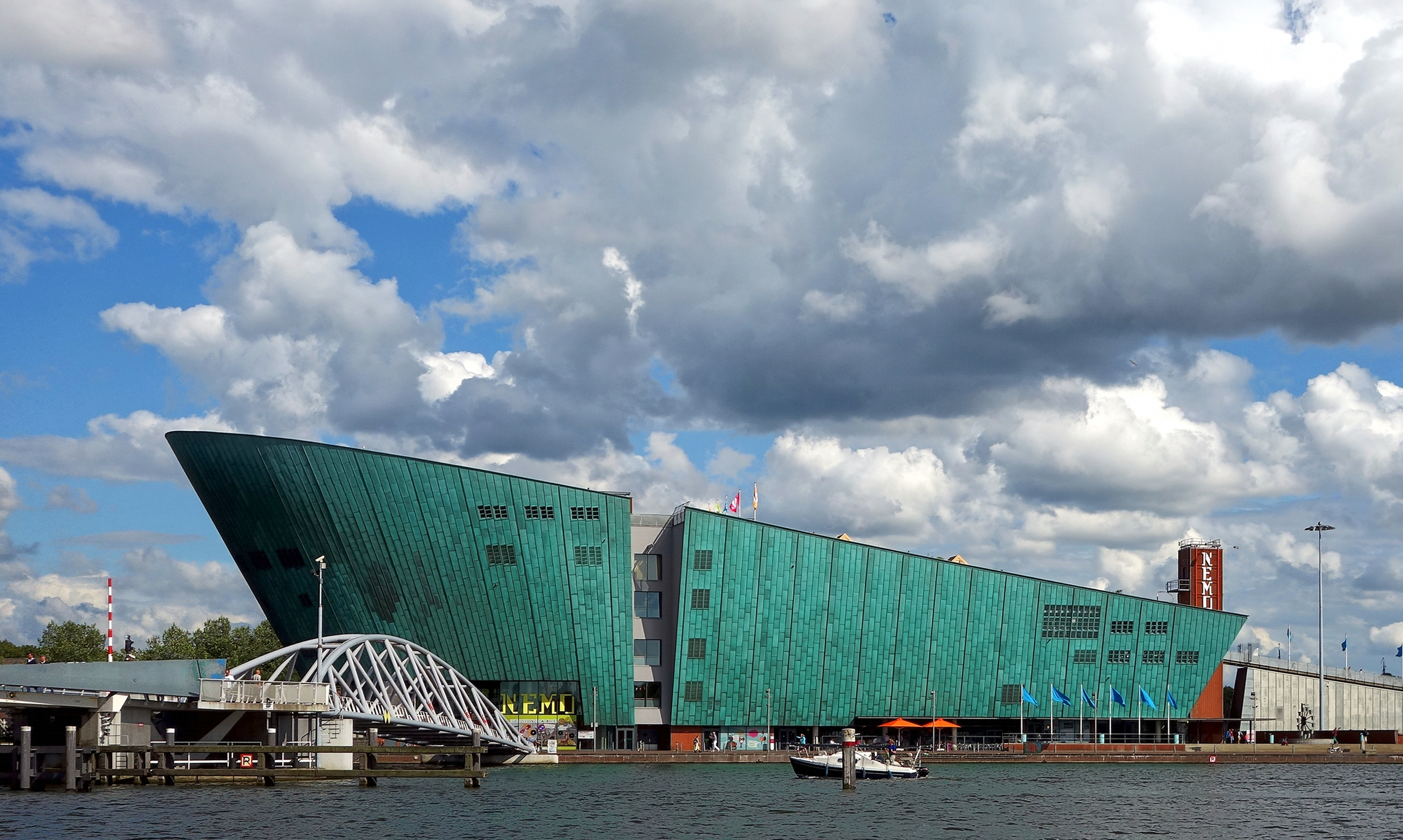
Renzo Piano: NEMO Science Museum, Amsterdam
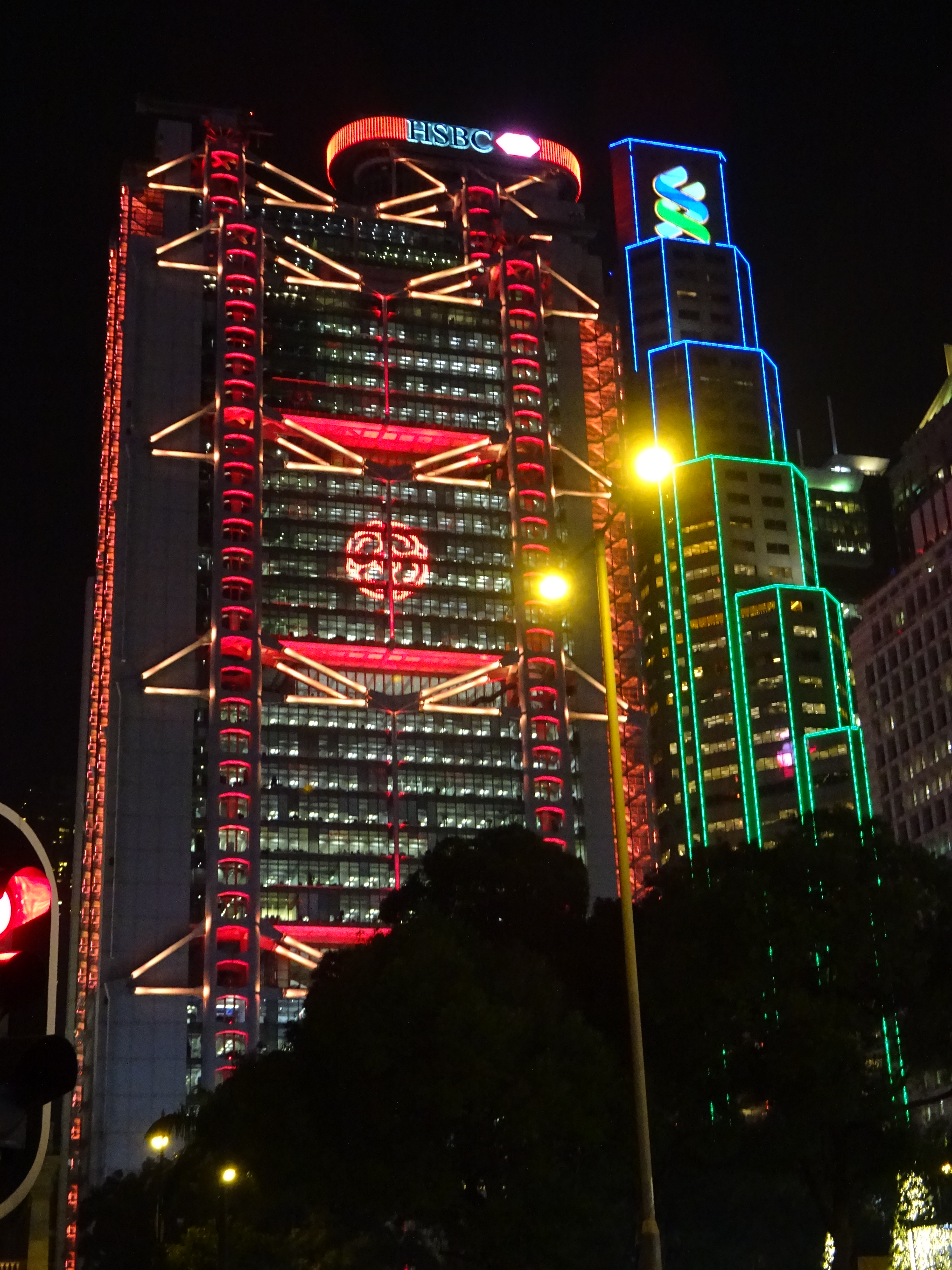
Norman Foster: HSBC Building Hongkong, Hong Kong
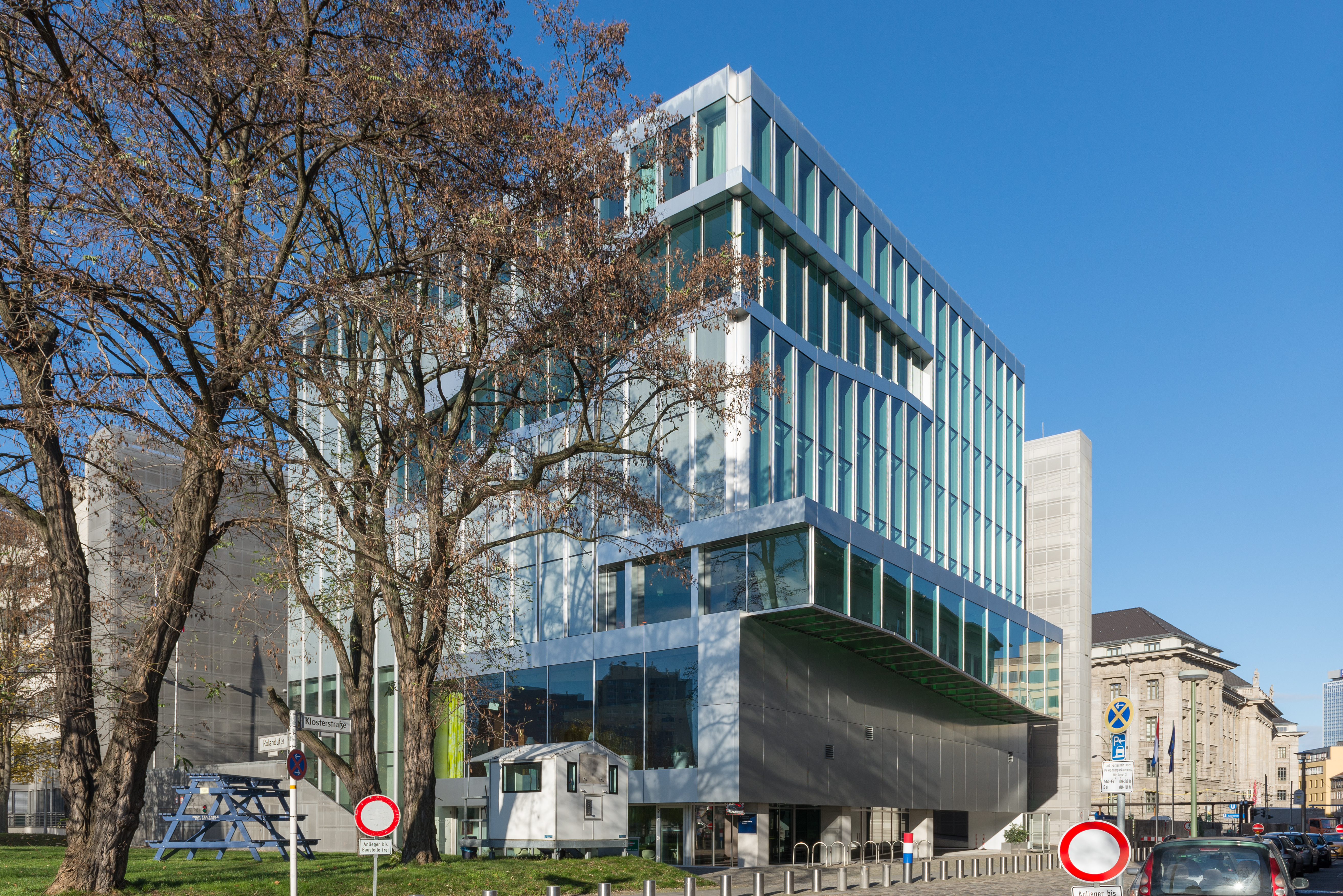
Rem Koolhaas: Nederlandse ambassade in Berlijn
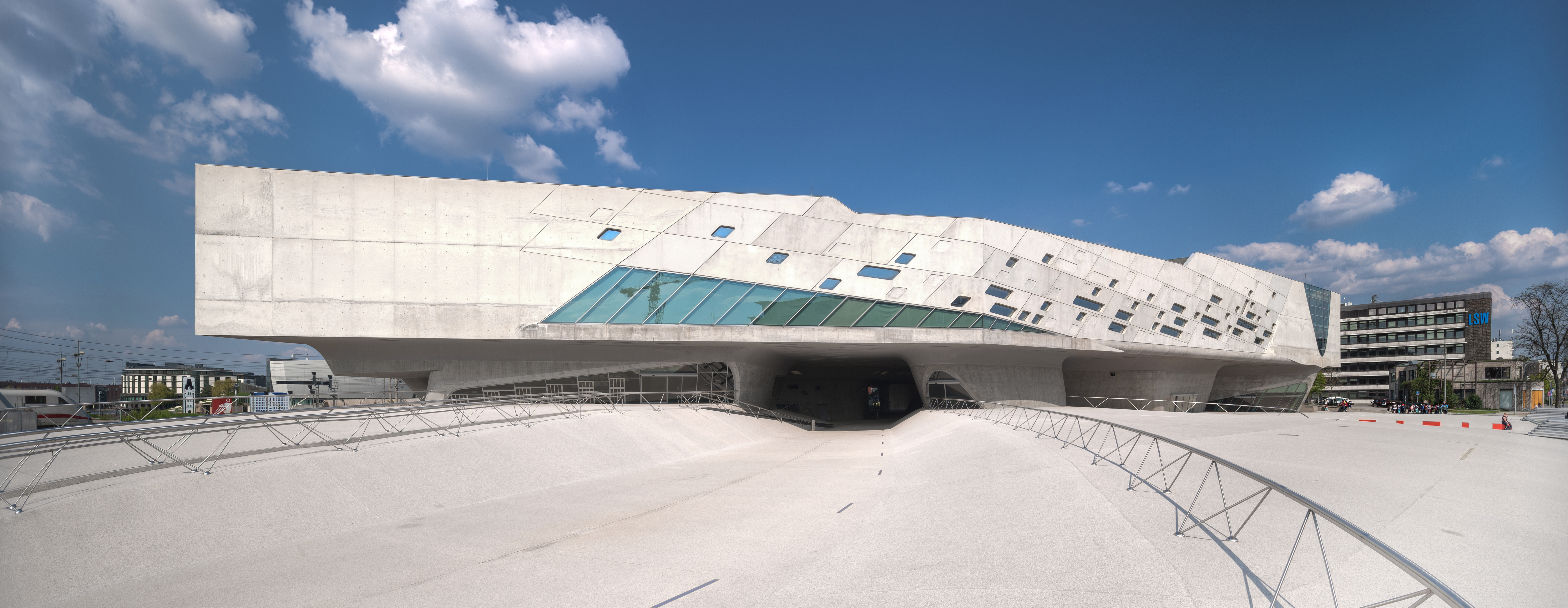
Zaha Hadid: Phæno Science Center Wolfsburg
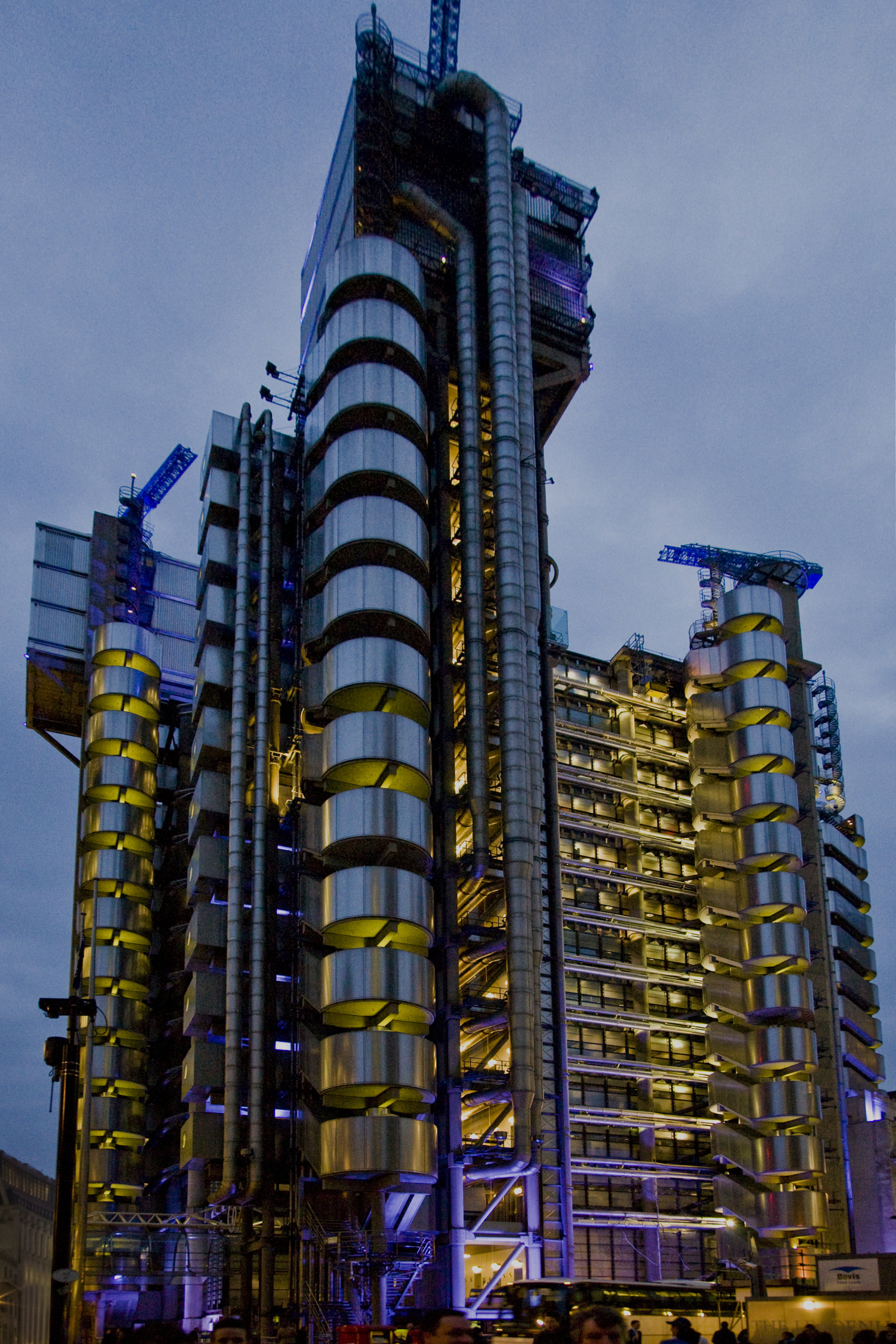
Richard Rogers, Lloyd’s Building, Londen